# Vertigo angustior
Vertigo angustior es una especie de caracol terrestre diminuto perteneciente a la familia Vertiginidae.

## Descripción.

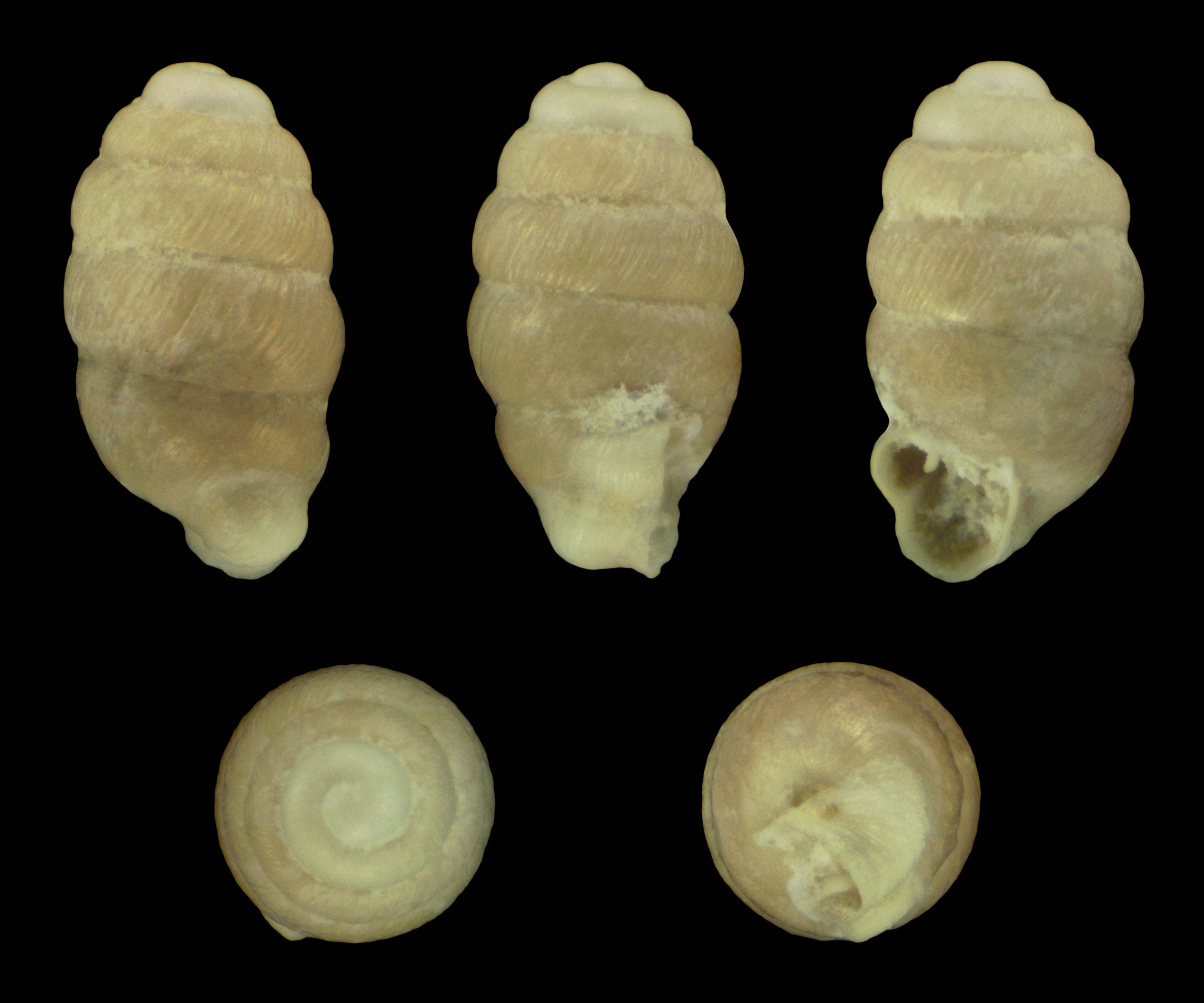
Fósil, Pleistoceno

El caparazón mide de 1,6 a 2,0 mm (media: 1,8 mm) de altura y 0,9 1,05 mm (media: 1 mm) de ancho. Es ovoide oblongo con 4,5 a 5,35 verticilos (media 5). La apertura es sinistral y relativamente pequeña. El borde de la abertura está doblado (dentado) y ligeramente engrosado y la abertura está ligeramente entallada, la muesca continúa hacia fuera como una ranura en espiral. La abertura tiene 5-6 dentículos principalmente cortos: 2 parietales; 2 columelares; 1 palatino, este último relativamente largo. La cáscara es de color marrón a marrón amarillento o cuerno y tiene una fina estría de crecimiento.

## Estado de conservación y distribución.
Esta especie fue mencionada en el anexo II de la directiva de hábitats de la Unión Europea. Esta especie se encuentra en peligro (EN), en Reino Unido, Gran Bretaña y en Polonia. En Irlanda y la República Checa se encuentra en estado vulnerable (VU). Habita también en Bélgica, Francia, España, Liechtenstein, Países Bajos, Suiza, Austria, Alemania, Hungría, Eslovaquia, Eslovenia, Dinamarca, Rusia, Finlandia, Noruega, Suecia, Bielorrusia, Estonia, Letonia, Lituania, Ucrania, Italia, Rumania, Armenia, Azerbaiyán y Georgia.